# 半長靴3型
半長靴3型（はんちょうかさんがた）は、陸上自衛官に支給されている個人用装備のひとつ（半長靴）である。戦闘靴2型と同じものであり、これとの混同から「戦闘靴3型」と誤って呼ばれることがあるが、戦闘靴2型と異なり戦闘装着セットが未充足の部隊に対しても通常被服として貸与されている。

## 概要
- 半長靴2型（配備直後は「新半長靴」と呼ばれた）をさらに改良した半長靴である。最初の半長靴はこげ茶色の革製であったが、2型では全体が黒色となる。素材もゴアテックス®︎を革の内側に用いた。これによって雨天時や水溜まりに入ったときなどでも、内部への水分侵入を防ぐことが可能。そのほか、爪先や靴底の補強がさらに強化された。
- また、2型は長時間履くことで汗などの蒸れが隊員から苦情としてあげられた。駐屯地内の売店に官給品と同等の被服・装備を卸しているメーカーでは、ゴアテックス®︎を用いない製品を製造していたほどであった。3型ではこの点も改良され蒸れは軽減されている。
- 2型からの外観の変化はほとんどないが、履き口（後方）の耳（つまみ）が無くなった。